# Gare de Romorantin-Blanc-Argent
Gare de Romorantin-Blanc-Argent vasútállomás Franciaországban, Romorantin-Lanthenay településen.

## Vasútvonalak
Az állomást az alábbi vasútvonalak érintik:
- Le Blanc–Argent-sur-Sauldre-vasútvonal

## Kapcsolódó állomások
A vasútállomáshoz az alábbi állomások vannak a legközelebb:
- Gare des Quatre-Roues
- Gare du Faubourg-d'Orléans